# Wilhelm Jung (Politiker, 1928)
Wilhelm Jung (* 26. März 1928 in Lörrach; † 24. Oktober 2015 ebenda) war ein deutscher Politiker (CDU).

## Leben
Nach dem Besuch der Volksschule und des Gymnasiums absolvierte Jung eine Bäckerlehre, die er 1946 mit der Gesellenprüfung abschloss. Er arbeitete im Anschluss als Bäckergeselle, bestand 1952 die Meisterprüfung und war später als selbständiger Bäckermeister tätig. Von 1965 bis 1974 war er Obermeister der Bäckerinnung in Lörrach. Daneben fungierte er als Kreishandwerksmeister und als stellvertretender Innungsmeister der Landesinnung Baden.
Als Bäckermeister war er von 1971 bis 1974 Vizepräsident und von 1974 bis 1995 Präsident der Handwerkskammer Freiburg. Während seiner Präsidentschaft wurden die Gewerbeakademien in Freiburg-Landwasser, in Schopfheim, in Lahr und in Offenburg für die überbetriebliche Ausbildung der Lehrlinge und für die berufliche Weiterbildung errichtet. Ebenfalls in seiner Amtszeit wurde die Akademie für das Studium zum Betriebswirt des Handwerks sowie das Umweltzentrum Freiburg gegründet. Besonders gepflegt hat er auch die Jumelage/Partnerschaft zur Chambre de métiers in Besançon. Jung war auch viele Jahre Vorstandsvorsitzender des Bundesverbandes der Innungskrankenkassen.
Jung trat 1962 der CDU bei und war bis 1984 Stadtrat in Lörrach. Von 1964 bis 1980 war er Mitglied des Landtags von Baden-Württemberg und dort von 1974 bis 1980 stellvertretender Vorsitzender der CDU-Fraktion.
Anschließend war er von 1980 bis 1990 Mitglied des Deutschen Bundestages. Bei den Bundestagswahlen 1980, 1983 und 1987 wurde er im Wahlkreis Lörrach – Müllheim direkt gewählt. Im Parlament war er durchweg Mitglied des Finanzausschusses.

## Ehrungen
- 1976: Verdienstkreuz 1. Klasse der Bundesrepublik Deutschland
- 1980: Großes Verdienstkreuz der Bundesrepublik Deutschland
- 1988: Verdienstmedaille des Landes Baden-Württemberg